# Chaîne côtière nord de l'Oregon
La chaîne côtière nord de l'Oregon (anglais : Northern Oregon Coast Range) est une chaîne de montagnes de l'Oregon aux États-Unis, le long de l'océan Pacifique. Elle fait partie de la chaîne côtière de l'Oregon.

Chaîne côtière nord de l'Oregon vu depuis la Saddle Mountain.